# Đại quyết chiến
Đại quyết chiến (tiếng Trung: 大決戰, tiếng Anh: The great decisive campaign) là một phim chiến tranh cách mạng do Xưởng phim Bát Nhất chế xuất giai đoạn 1988-92.

## Lịch sử
Ngay từ thập niên 1950, Xưởng phim Bát Nhất đã lập kế hoạch thực hiện cuốn phim phỏng dựng Tam đại chiến dịch - sự kiện được coi là trọng yếu nhất dẫn tới thành lập chính phủ Cộng hòa Nhân dân Trung Hoa, nhưng vì điều kiện phương tiện hạn chế nên dự án không thành. Phải sang thập niên 1980, tiềm lực kĩ thuật nhân sự mới cho phép điện ảnh Trung Hoa thực hiện được những đề án lớn.
Tháng 01 năm 1986, tổng thư kí trung ương Đảng Hồ Diệu Bang ra một quyết định điện ảnh hóa Tam đại chiến dịch. Đại diện Quốc gia Quân ủy xúc tiến đàm phán với ban cán sự Xưởng phim Bát Nhất về việc chế tác phim truyện. Đến tháng 02 năm 1986, các tác gia Vương Quân, Sử Siêu, Lý Bình Phân kí hợp đồng dựng kịch bản phim.
Các nhà biên kịch phải khảo cứu rất nhiều dữ liệu liên quan, bao gồm cả hồi kí cựu quân nhân, thực hiện phỏng vấn chừng 300 người từng dự phần chiến dịch và đi khảo sát các chiến địa xưa. Phó chủ tịch Quân ủy Dương Thượng Côn và chủ nhiệm Tổng bộ Chính trị Dương Bạch Băng cũng nhiều lần triệu tập đại diện phía sản xuất để thảo luận về bộ phim. Đến cuối năm 1987, kịch bản hoàn thành. Nhan đề phim do chủ tịch Quân ủy Giang Trạch Dân đặt.
Bộ phim gồm 3 phần, mỗi phần 3 tập, công chiếu trên truyền hình lần lượt các năm 1990-2.

## Nội dung
- Phần 1: Liêu Thẩm chiến dịch (遼沈戰役)
- Phần 2: Hoài Hải chiến dịch (淮海戰役)
- Phần 3: Bình Tân chiến dịch (平津戰役)

## Kĩ thuật
Phim được thực hiện tại Bắc Kinh, Sơn Đông, Thiểm Tây, Ninh Hạ, Hắc Long Giang, Chiết Giang giai đoạn 1988 - 1991, với khoảng 1000 công nhân và sự hỗ trợ của 5 chiến khu.

### Sản xuất
- Điều phối: Từ Hoài Trung

### Diễn xuất
- Cổ Nguyệt... Mao Trạch Đông
- Triệu Hằng Đa... Tưởng Giới Thạch
- Tô Lâm... Châu Ân Lai
- Lưu Hoài Chính... Chu Đức
- Mã Thiệu Tín... Lâm Bưu
- Lỗ Kế Tiên... La Vinh Hoàn
- Trương Vệ Quốc... Lưu Á Lâu
- Quách Pháp Tăng... Lưu Thiếu Kì
- Lộ Hi... Nhậm Bật Thì
- Lư Học Công... Vệ Lập Hoàng
- Châu Chí Vũ... Liêu Diệu Tương
- Ngô Chí Viễn... Tống Mĩ Linh
- Từ Chính Vận... Đỗ Duật Minh
- Tần Chiêu... Tưởng Kinh Quốc
- Dương Thứ Vũ... Lý Tông Nhơn
- Diêm Vũ Sinh... Phạm Hán Kiệt
- Thạch Tĩnh... Trịnh Động Quốc
- Trương Dũng Hán... Hạ Long
- Triệu Hiểu Minh... Từ Hướng Tiền
- Kiều Hoành... Diệp Kiếm Anh
- Mã Ân Hạc... Đoàn Tô Quyền
- Ngô Hoành Hậu... Hàn Tiên Sở

## Hậu trường
Ngày 01 tháng 08 năm 1991, nhân kỉ niệm thành lập Giải phóng quân, Đại quyết chiến được chiếu ra mắt tại Nhân dân Đại lễ đường.
Sau khi phát hành toàn quốc, bộ phim nhận được phản hồi tích cực không chỉ hải nội mà cả hải ngoại. Chủ tịch Đặng Tiểu Bình nói: "Phim rất hay, tôi không bỏ sót năm nào" (拍得很好，我每年都要看一遍).
Tháng 01 năm 1992, phim được trao thưởng Phim truyện xuất sắc nhất, Đạo diễn xuất sắc nhất, Biên tập xuất sắc nhất, Mĩ thuật xuất sắc nhất, Đạo cụ xuất sắc nhất tại Giải Kim Kê XII (1992). Đồng thời được trao trưởng Phim truyện xuất sắc nhất tại Giải Bách Hoa XV (1992).
Đại quyết chiến vốn là đề án truyền hình đặc biệt được thực hiện bằng kĩ thuật điện ảnh đại vĩ tuyến, nên cuối thập niên 2010, đơn vị chế tác Bát Nhất quyết định phục chế sang định dạng Blu-ray phát hành rộng rãi hoàn cầu.
- Với Đại quyết chiến, nhân vật Lâm Bưu lần đầu xuất hiện trên một tác phẩm điện ảnh kể từ sự kiện 13 tháng 09 trong vai trò tích cực[8].